# ウォルター・ベッカー
ウォルター・ベッカー（英語: Walter Becker、本名：ウォルター・カール・ベッカー（英語: Walter Carl Becker)、1950年2月20日 - 2017年9月3日）は、アメリカ合衆国のジャズ・ロック・グループ、「スティーリー・ダン」の中心メンバー。ギタリスト（ベースも担当する）、レコードプロデューサー。ニューヨーク市クイーンズ区出身。

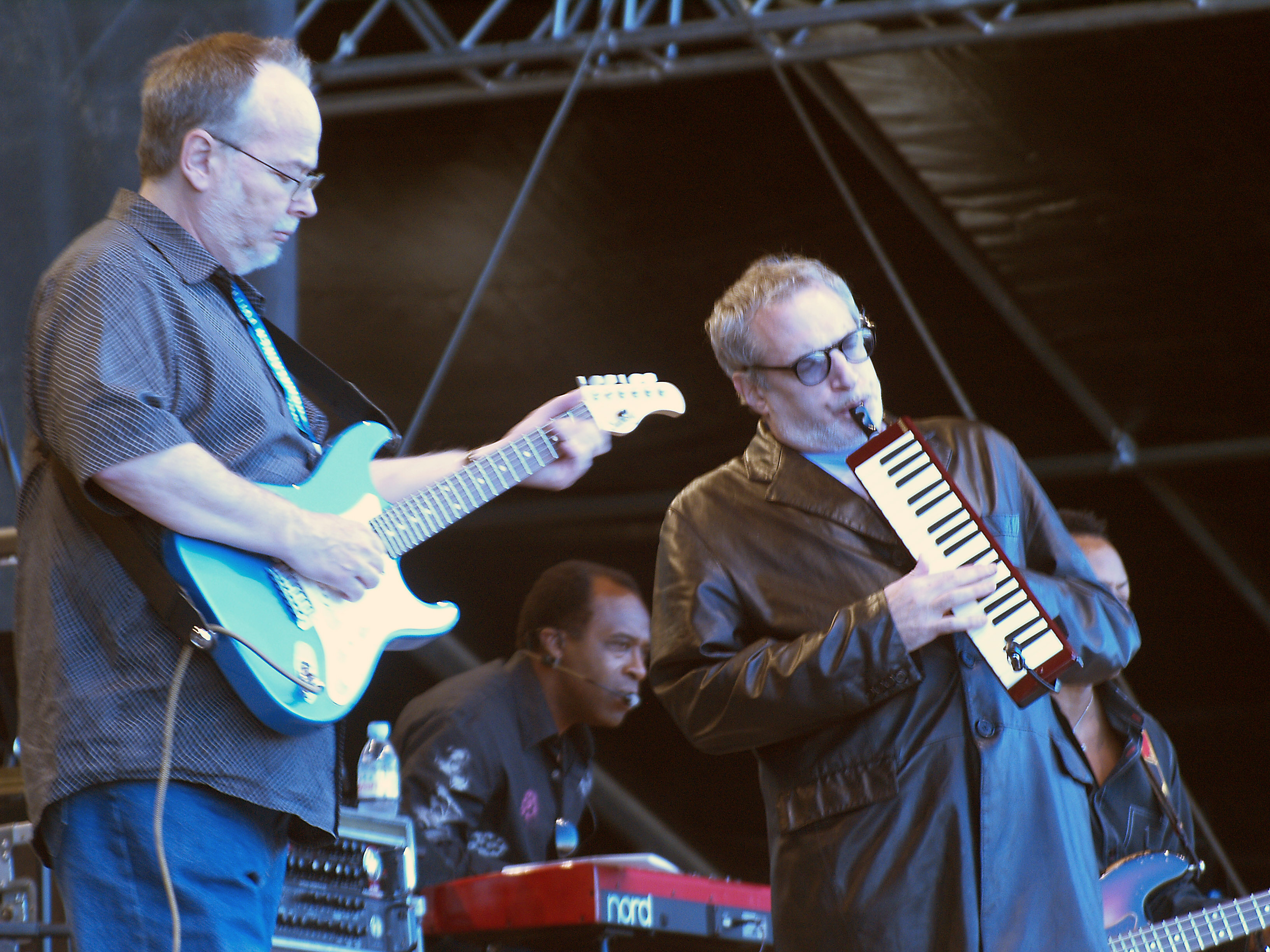
ベッカーとフェイゲン（2007年）

## 経歴
ベッカーはニューヨーク市クイーンズ区でドイツ系の家庭に生まれ、NYCのスタイヴェサント高等学校を卒業している。そして彼がバード大学に入学したときに、もう1人のスティーリー・ダンの中心メンバーであり、長きにわたる音楽のパートナーとなるドナルド・フェイゲンと出会った。ベッカーは隣人のランディ・カリフォルニア(en)から、ブルースのギター・テクニックを習った。後にフェイゲンはベッカーのギターについて、現代的で黒人のようなフィーリングを持っていた、と回想している。
彼らが組んだバンドのドラマーに、後にコメディアンとして有名になるチャビー・チェイスがいたという。ベッカーとフェイゲンの若い頃の活動としては、芸名を用いてのジェイ・アンド・ジ・アメリカンズのもとでの活動や、1970年代初頭、スティーリー・ダン結成以前の作曲家としての活動がある。ギタリストとしてのベッカーは着実に腕を上げ、ブルーアイド・ソウル、クロスオーヴァー、ジャズ・ロック、ジャズの傾向を強くもった演奏を披露した。スティーリー・ダンは、1972年にラテンの影響を受けた「ドゥ・イット・アゲイン」をヒットさせ、好調なスタートを切った。さらに74年の「リキの電話番号」は彼らのシングルとして最大のヒットを記録した。1977年のアルバム『エイジャ』は記録的なヒットとなり、同アルバムからは「麗しのペグ」などがヒットした。1978年にはサウンドトラックに収録された「FM」がヒットしている。また、1980年には『ガウチョ』と、シングル「ヘイ・ナインティーン」がヒットした。
1981年、スティーリー・ダンが解散した後、ベッカーはハワイ・マウイ島に移住してプロデューサー活動を始め、リッキー・リー・ジョーンズ、チャイナ・クライシス、マイケル・フランクスなど多彩なアーティストをプロデュースした。
1993年、スティーリー・ダン名義でのツアーを行い、同年にベッカーがフェイゲンのアルバム『カマキリアド Kamakiriad』のプロデュースを行ったことがきっかけで、彼らのデュオが復活した。一方でフェイゲンも後にベッカーのソロデビュー作品『11の心象 11 Tracks of Whack』（1994年）を共同でプロデュースした。
2008年、2作目のソロ・アルバム『サーカス・マネー Circus Money』を発表した。

## 逝去
2017年9月3日死去。満67歳没。死因・死亡場所など詳しい状況は当初彼自身のウエブサイトで何も述べられなかったが、同年11月15日にデリア・ベッカー夫人（Delia Becker）のコメントによって極度に進行した食道癌の治療中にニューヨークの自宅で逝去したことが明かされた。
ベッカーの逝去に当たり、長年の友人であり音楽パートナーのドナルド・フェイゲンはコメントし”聡明で優れたギタリスト、偉大なソングライター”と述べている。彼は”私たちがスティーリー・ダンとして作った音楽を出来る限り輝かせたい”と述べて締めくくった。

## ソロ・アルバム
- 1994年 11の心象 11 Tracks Of Whack
- 2008年 サーカス・マネー Circus Money